# Прострація
Прострація (лат. prostratio — повалення) — стан надзвичайної фізичної і нервово-психічної кволості у людини. Прострація може виникнути при тяжких інфекційних захворюваннях, фізичному виснаженні, нервових потрясіннях тощо.
Це стан, коли людина втрачає енергію та бажання для виконання важливих чи рутинних справ, і може відчувати втрату інтересу, безцільність та втому. Особа байдужа до навколишнього світу, вона неохоче здійснює якісь дії та в цілому не бачить у них ніякого сенсу, слабо реагує на події, які зазвичай викликають сильні емоції.
Прострація, часто відома як «блок» або «застій», є явищем, з яким часто стикаються люди в різних сферах життя. Для психологів цей термін відіграє важливу роль у вивченні та розумінні втрати працездатності та здатності до продуктивної діяльності.
Може мати різні прояви та причини. Це може бути результатом втрати мотивації, перевантаження, боязні неуспіху або навіть втрати інтересу до завдання. У психологічному контексті прострація часто розглядається як реакція на психологічні, емоційні або соціальні фактори.
Прострація не є ознакою непродуктивності чи слабкості. Це нормальна реакція організму на різноманітні виклики. Потрібно навчитися розрізняти тимчасові періоди меншої активності від хронічної прострації, яка може бути пов'язана з більш серйозними проблемами, такими як депресія чи тривожні розлади. Важливо, щоб людина забезпечила себе належним відновленням та відпочинком. Час від часу потрібно переривати робочий процес короткими перервами, це може покращити концентрацію та продуктивність.
Також важливим кроком у подоланні прострації може бути знаходження підтримки від близьких або професійних партнерів.
Вийти зі стану прострації допомагають дії, спрямовані на зміцнення фізичного стану: встановлення режиму сну, харчування, проходження медичних обстежень і регулярних помірних фізичних навантажень.
Приклади того, як проявляється прострація у реальному житті:
- Прострація на роботі: виникає у людей, які відчувають хронічну відсутність мотивації на роботі. Вони не відчувають задоволення від своєї роботи, не бачать у ній сенсу та не вірять у свою здатність досягти успіху.
- Академічна прострація: студенти можуть відчувати прострацію, коли втрачають інтерес до навчання, не знаходять сенсу в предметах, які вивчають, і не бачать перспектив у своїй освітній програмі.
- Творча прострація: письменники, художники та інші творчі люди іноді страждають від прострації, коли вони не можуть знайти натхнення і не можуть створювати нові роботи.
- Соціальна прострація: люди можуть відчувати соціальну прострацію, коли вони втрачають інтерес до спілкування, відчувають себе ізольованими та не бачать сенсу брати участь у соціальній діяльності.
- Особиста прострація: це може бути викликано різними факторами, такими як втрата близької людини, розчарування, стрес або депресія. У таких випадках люди втрачають інтерес до своїх захоплень та повсякденних справ.